# 일본계 중국인
일본계 중국인들은 중국에 살고 있는 일본인들이다. 거의 대부분이 일본어를 쓴다. 거의 대부분이 중국에 장기간 거주하고 있으며, 이들은 모두 일본 국적을 가지고 있다.

## 거주 지역
상하이, 베이징, 다롄 등 중국의 주요 도시에 거주한다. 홍콩에도 이들이 거주한다.

## 신앙
거의 대부분이 불교를 믿는다.

## 같이 보기
- 중국계 일본인
- 일본계 외국인
- 재중한인